# Gryposmylus
Gryposmylus is een geslacht van insecten uit de familie van de watergaasvliegen (Osmylidae), die tot de orde netvleugeligen (Neuroptera) behoort.

## Soort
- G. pubicosta (Walker, 1860)